# Список родов мезозойских млекопитающих
Список родов мезозойских (триас, юра, мел) млекопитающих и протомлекопитающих
A:
- Acinacodus (акинакод) — ранний мел, Россия (Кемеровская обл.)
- Acristatherium (акристатерий) — ранний мел, Китай
- Adelobasileus (аделобазилевс) — поздний триас, США (Техас)
- Akidolestes[англ.] (акидолестес) — ранний мел, Китай
- Albionbaatar[англ.] — ранний мел, Англия
- Alphadon[англ.] (альфадон) — поздний мел, Канада, США
- Ambondro (амбондро) — средняя юра, Мадагаскар
- Ameribaatar[англ.] — поздний мел, Северная Америка
- Amphidon (амфидон) — поздняя юра, США
- Amphitherium[англ.] (амфитерий) — средняя юра, Европа
- Argentodites[англ.] — поздний мел, Аргентина
- Arboroharamiya[англ.] — средняя юра, Китай
- Archeodon (археодон) — поздний триас, Южная Африка
- Arginbaatar[англ.] — ранний мел, Монголия
- Asfaltomylos[англ.] (асфальтомил) — средняя-поздняя юра, Аргентина
- Ausktribosphenos[англ.] — ранний мел, Австралия

B:
- Barbatodon — поздний мел, Румыния
- Barberenia (барберения) — поздний мел, Аргентина
- Bathmochoffatia[англ.] — поздняя юра, Португалия
- Bernardodon[англ.] — ранний мел, Португалия
- Bharattherium[англ.] — поздний мел, Мадагаскар, Северная Америка
- Bishops[англ.] — ранний мел, Австралия
- Bocaconodon (бокаконодон) — ранняя юра, Мексика (Тамаулипас)
- Bolodon — поздняя юра — ранний мел, Европа, Северная Америка
- Bondesius (бондезия) — поздний мел, Аргентина (Рио-Негро)
- Borealestes (бореалест) — средняя юра, Великобритания
- Brachyzostrodon (брахизостродон) — поздний триас, Гренландия, Франция
- Bryceomys[англ.] — поздний мел, США
- Bridetherium (бридетерий) — ранняя юра, Англия
- Buginbaatar[англ.] — поздний мел, Монголия
- Bulganbaatar[англ.] — поздний мел, Монголия, Казахстан

C:
- Castorocauda (касторокауда) — поздняя юра, Монголия
- Catopsalis — поздний мел — ранний плиоцен, Канада
- Catopsbaatar[англ.] — поздний мел, Монголия
- Cedaromys[англ.] — поздний мел, США
- Chulsanbaatar[англ.] — мел, Монголия
- Cimexomys[англ.] — поздний мел — плиоцен, США
- Cimolestes[англ.] — поздний мел — ранний плиоцен, Северная Америка
- Cimolodon — поздний мел, Северная Америка
- Cimolomys[англ.] — поздний мел, Северная Америка
- Clemensodon[англ.] — поздний мел, Северная Америка
- Coloniatherium[англ.] — поздний мел, Аргентина
- Ctenacodon[англ.] — поздняя юра, США (Вайоминг)
- Crusafontia[англ.] — ранний мел, Испания
- Cyrtlatherium (циртлатерий) — средняя юра, Великобритания

D:
- Dakotamys[англ.] — поздний мел, США
- Deccanolestes (Deccanolestes) — поздний мел, Индия
- Delsatia (дельсатия) — поздний триас, Франция
- Deltatheridium (дельтатеридиум) — поздний мел, Монголия
- Didelphodon (дидельфодон) — поздний мел, Северная Америка
- Dinnetherium (диннетерий) — ранняя юра, США (Аризона)
- Djadochtatherium — поздний мел, Монголия
- Docodon[англ.] (докодон) — поздняя юра, Европа, Северная Америка
- Donodon[англ.] — ранний мел, Марокко
- Dorsetodon[англ.] — ранний мел, Великобритания
- Dromatherium (дроматерий) — верхний триас, США
- Dsungarodon (дзунгародон) — поздняя юра, Китай
- Durlstodon — поздняя юра, Англия
- Durlstotherium — поздняя юра, Англия

E:
- Ecprepaulax[англ.] — ранний мел, Португалия
- Eobaatar[англ.] — ранний мел, Монголия, Испания
- Eodelphis — поздний мел, Северная Америка
- Eomaia (эомайя) — ранний мел, Китай
- Eozostrodon[англ.] (эозостродон) — поздний триас — ранняя юра, Англия, Китай
- Erythrotherium (эритротерий) — ранняя юра, ЮАР, Лесото
- Essonodon[англ.] — поздний мел, Северная Америка
- Eurylambda (эурилямбда) — поздняя юра, США

F:
- Ferugliotherium[англ.] (феруглиотерий) — поздний мел, Аргентина
- Fruitafossor (фрутафоссор) — поздняя юра, США (Колорадо)

G:
- Galveodon[англ.] — ранний мел, Испания
- Gerhardodon[англ.] — ранний мел, Англия
- Glirodon[англ.] — поздний мел, США
- Gobiconodon (гобиконодон) — мел, Россия, Монголия, Китай, США
- Gobiotheriodon (гобиотериодон) — ранний мел, Монголия
- Gondtherium (гондтерий) — рання юра, Индия
- Gondwanadon (гондванадон) — поздний триас
- Gondwanatherium[англ.] — поздний мел, Аргентина (Патагония)
- Groebertherium — поздний мел, Аргентина
- Guimarotodon[англ.] — поздняя юра, Португалия
- Guirogatherium (гуирогатерий) — поздний мел, Аргентина

H:
- Hadrocodium (гадрокодий) — ранняя юра, Китая (Юньнань)
- Hahnodon[англ.] — ранний мел, Марокко
- Hainina — поздний мел — палеоцен, Европа
- Hallautherium (галлаутерий) — поздний триас, Швейцария
- Haldanodon (хальданодон) — поздняя юра, Португалия
- Haramiya[англ.] — поздний триас — ранняя юра
- Heishanlestes (хэйшаньлест) — ранний мел, Китая (Ляонин)
- Heishanobaatar[англ.] — ранний мел, Китай
- Helvetiodon (гельветиодон) — поздний триас, Швейцария
- Henkelodon[англ.] (хенкелодон) — поздняя юра Португалии
- Henkelotherium (хенкелотерий) — юра, Португалия
- Henosferus[англ.] (геносфер) — средняя юра, Аргентина
- Holwellconodon (холвеллконодон) — поздний триас, Великобритания
- Hutegotherium (гутеготерий) — средняя юра, Россия (Красноярский кр.)
- Hyotheridium[англ.] — поздний мел, Монголия

I:
- Iberica[англ.] — ранний мел, Испания
- Iberodon[англ.] — ранний мел, Португалия
- Indotherium (индотерий) — рання-средняя юра, Индия
- Itatodon (итатодон) — средняя юра, Россия (Красноярский кр.)

J:
- Janumys[англ.] — средний мел, США (Юта)
- Jeholodens[англ.] (джехолоденс) — ранний мел, Китай
- Juramaia (юрамайя) — средняя юра, Китай

K:
- Kamptobaatar[англ.] — поздний мел, Монголия
- Kharmerungulatum[англ.] — поздний мел, Индия
- Kielanobaatar[англ.] — ранний мел, Китай
- Kielanodon[англ.] — поздняя юра Португалии
- Kimbetohia[англ.] — поздний мел, США
- Kogaionon?! — поздний мел, Румыния
- Kollikodon (колликодон) — ранний мел, Австралия
- Kotatherium (котатерий) — ранняя юра, Индия
- Krusatodon (крузатодон) — средняя юра, Великобритания
- Kryoryctes (криорикт) — ранний мел, Австралия
- Kryptobaatar — поздний мел, Монголия
- Kuehneodon[англ.] — поздняя юра, Европа
- Kuehneon (кюнеон) — ранняя юра, Англия
- Kuehneotherium (кюнеотерий) — поздний триас — ранняя юра, запад Европы, Гренландия

L:
- Lavanify — поздний мел, Мадагаскар
- Lavocatia[англ.] — ранний мел, Испания
- Liaobaatar[англ.] — средний мел, Китай
- Liaoconodon (лиаоконодон) — ранний мел, Китай
- Loxaulax[англ.] — ранний мел, Англия

M:
- Maelestes[англ.] — поздний мел, Монголия
- Manchurodon (маньчжуродон) — поздняя юра — ранний мел, Китай
- Maotherium[англ.] (маотерий) — ранний мел, Китай
- Megaconus[англ.] — средняя юра, Китай
- Megazostrodon (мегазостродон) — поздний триас — ранняя юра, Южная Африка
- Meketibolodon[англ.] — поздняя юра, Португалия
- Meketichoffatia[англ.] — поздняя юра, Португалия
- Meniscoessus[англ.] — поздний мел, Северная Америка
- Mesodma[англ.] — поздний мел — палеоцен, Северная Америка
- Mesungulatum — поздний мел, Аргентина
- Microderson (микродерсон) — ранний мел, Марокко
- Monobaatar[англ.] — ранний мел, Монголия
- Montanalestes (монтаналестес) — ранний мел, Северная Америка
- Morganucodon (морганукодон) — поздний триас — ранняя юра, Европа, Северная Америка, Китай

N:
- Nakunodon (накунодон) — ранняя юра, Индия
- Nanolestes[англ.] (нанолестес) — юра, Китай
- Nemegtbaatar[англ.] — поздний мел, Монголия (Нэмэгэту)
- Nessovbaatar[англ.] — поздний мел, Монголия
- Nidimys[англ.] — поздний мел, США

P:
- Paceyodon (пацеиодон) — ранняя юра, Великобритания
- Paracimexomys[англ.] — мел, Северная Америка
- Parendotherium[англ.] — ранний мел, Испания
- Paressonodon[англ.] — поздний мел, юго-запад США
- Parikimys[англ.] — поздний мел, юго-запад США
- Paritatodon[англ.] (паритатодон) — поздняя юра, Кыргызстан, Англия
- Paulchoffatia[англ.] — поздняя юра, Португалия
- Perutherium[англ.] — поздний мел, Перу
- Pinheirodon[англ.] — ранний мел, Португалия
- Plagiaulax[англ.] — ранний мел, северо-запад Европы (Англия, Испания)
- Plesiochoffatia[англ.] — поздняя юра, Португалия
- Proalbionbaatar[англ.] — поздняя юра, Португалия
- Protungulatum[англ.] — поздний мел — палеоцен, Канада
- Psalodon[англ.] — поздняя юра, США
- Pseudobolodon[англ.] — поздняя юра, Португалия
- Pseudotribos[англ.] (псевдотрибос) — средняя юра, Китай
- Purbeckodon (пурбекодон) — ранний мел, Англия
- Purgatorius (пургаториус) — поздний мел — ранний палеоцен, Северная Америка

R:
- Reigitherium[англ.] — поздний мел, Аргентина
- Repenomamus (репеномам) — ранний мел, Китай (Маньчжурия)
- Rostrodon (ростродон) — нижняя юра, Китай

S:
- Sahnitherium[англ.] — поздний мел, Индия
- Shalbaatar (шалбаатар) — поздний мел, Монголия
- Sibirotherium (сибиротерий) — ранний мел, Россия (Кемеровская обл.)
- Simpsonodon (симпсонодон) — средняя юра, Россия (Красноярский кр.), Кыргызстан
- Sinobaatar[англ.] (синобаатар) — мел, Китай
- Sinoconodon (синоконодон) — поздний триас
- Sinodelphys (синодельфис) — ранний мел, Китай
- Shuotherium (шуотерий) — средняя-поздняя юра, Китай, Западная Европа
- Sloanbaatar[англ.] — поздний мел, Монголия
- Spalacolestes (спалаколест) — мел, США (Юта)
- Spalacotheridium (спалакотеридий) — ранний-поздний мел, США
- Spalacotherium (спалакотерий) — ранний мел, Великобритания, Испания
- Spalacotheroides (спалакотероид) — ранний мел, США
- Steropodon (стероподон) — ранний мел, Австралия
- Stygimys[англ.] — ранний мел, Испания
- Sunnyodon[англ.] — ранний мел, Англия
- Symmetrolestes (симметролест) — ранний мел, Япония
- Symmetrodontoides (симметродонтоид) — поздний мел, США, Канада

T:
- Tashkumyrodon (ташкумиродон) — средняя юра, Кыргызстан
- Tegotherium (теготерий) — поздняя юра, Китай
- Teinolophos (тейнолоф) — ранний мел, Австралия
- Tikitherium (тикитерий) — поздний триас, Индия
- Tinodon (тинодон) — поздняя юра — ранний мел, США, Португалия, Великобритания
- Tombaatar[англ.] — мел, Монголия
- Trapalcotherium[англ.] — поздний мел, Аргентина
- Trioracodon (триоракодон) — верхняя юра, США
- Trishulotherium (тришулотерий) — ранняя-средняя юра, Индия

U:
- Uzbekbaatar[англ.] — мел, Узбекистан

V:
- Vincelestes[англ.] (винцелестес) — ранний мел, Аргентина
- Viridomys[англ.] — мел, Северная Америка
- Volaticotherium (волатикотерий) — поздняя юра, Китай (Внутренняя Монголия)

W:
- Wareolestes (вареолестес) — средняя юра, Великобритания, Россия (Подмосковье)
- Woutersia (воутерсия) — поздний триас, Франция, Бельгия, Люксембург

X:
- Xenachoffatia[англ.] — юра, Португалия

Y:
- Yanoconodon (яноконодон) — ранний мел, Китай
- Yaverlestes (яверлест) — ранний мел, Англия
- Yermakia (ермакия) — ранний мел, Россия (Кемеровская обл.)
- Yuanotherium[англ.] — поздняя юра, Китай

Z:
- Zalambdalestes (заламбдалестес) — поздний мел, Китай
- Zhangheotherium[англ.] (чзанхэотерий) — ранний мел, Китай
- Zofiabaatar[англ.] — поздняя юра, США